# Borovsko-Brücke
Die Borovsko-Brücke (tschechisch Borovský most) ist eine faktisch fertiggestellte, aber nie unter Verkehr genommene Brücke der geplanten Reichsautobahn Prag – Brno überwiegend auf dem Gebiet der Ortschaft Borovsko der Gemeinde Bernartice im Bezirk Benešov in der Mittelböhmischen Region etwa 60 Kilometer südöstlich von Prag.
Im Volksmund ist die Borovsko-Brücke auch als „Tschechisches Avignon“ oder „Hitlers Brücke“ (Hitlerův most) geläufig.

## Lage
Die Brücke befindet sich in der stark bewaldeten und mäßig reliefierten Landschaft der Mittelböhmischen Höhe (Středočeská pahorkatina). Sie überquert zwischen den Ortschaften Hulice und Borovsko das Tal des Sedlecký potok, eines Zuflusses der Želivka, von Nordwesten kommend schnurgerade und leicht ansteigend in südöstlicher Richtung. Sie bildet damit bei Streckenkilometer 59 die Fortsetzung der Autobahntrasse nach der kleineren Brücke von Hulice (Most u Hulic), gelegentlich auch Sedmpanský-Brücke genannt, die etwa 250 Meter nordwestlich das Tal des Baches Medulán (früher Sedmpanský potok) überquert. Etwa ein Viertel der Borovsko-Brücke befindet sich noch auf dem Gebiet der Ortschaft Hulice, der größere Teil steht auf Borovskoer Grund.

## Geschichte
In den 1930er Jahren gab es Ideen zum Bau einer Fernstraße durch die Tschechoslowakei. Eines der ersten Projekte war die Nationalstraße Pilsen – Košice. Die Region Brno reichte daraufhin als zweiten Vorschlag die Autobahn Cheb – Chust ein, die im Abschnitt Cheb – Košice aus einem nördlichen und einem südlichen Abschnitt bestand und von Košice in Richtung Podkarpatská Rus auf einer Strecke weiterzuführen. Im Jahr 1937 veröffentlichte Jan Antonín Baťa das Buch „Bauen wir einen Staat für 40.000.000 Menschen“ (im Original „Budujme stát pro 40 000 000 lidí“), in dem er auch den Bau der Fernstraße Cheb – Plzeň – Brno – Zlín – Užhorod – Chust – Trebušany vorschlug, mit einer späteren Verlängerung durch Rumänien zum Schwarzen Meer. Damit sollten die Reisezeiten drastisch verkürzt werden, zum Beispiel für Cheb–Jasiňa von 25 auf 11 Stunden.
Nach dem Münchner Abkommen wurden durch die Gebietsverluste im Herbst 1938 auch wichtige Verkehrsadern abgeschnitten, sodass der Bau neuer Hauptstraßen immer wichtiger wurde. Bis Ende 1938 wurde ein detaillierter Entwurf für die Autobahn Prag – Brno – Chust erstellt.
Zu Beginn des Jahres 1939 begannen die Vorbereitungsarbeiten für die ersten beiden Abschnitte der Autobahn, nämlich Zástřizly – Lubná und Prag – Humpolec, die auch das Tal des Sedlický potok umfassten. Die Arbeiten wurden auch nach der Gründung des Protektorat Böhmen und Mähren am 16. März 1939 fortgesetzt und es gab einen Erlass, dass die Autobahn Prag – Brünn – Slowakei in das deutsche Netz einzubinden sei. Am 2. Mai 1939 wurde in der Nähe von Průhonice der erste Spatenstich feierlich durchgeführt. Der Bau von Brückenbauwerken hatte Vorrang. Zu den größten von ihnen gehörte die 36 Meter hohe Bogenbrücke bei Borovsko. Die Brücke, mit deren Bau im Juli 1939 begonnen wurde, wurde von der Tiefbaufirma „Ing. Jakub Domanský“ erstellt, Bauleiter war Ferdinand Čulík. Das geplante Budget betrug 5.552.400 Reichsmark. Etwa 250 Meter nordwestlich wurde eine kleinere Brücke über den Sedmpanský potok gebaut. Auch der Hügel, der die beiden Brücken trennt, sollte mit einem Einschnitt durchgegraben werden.
Obwohl die meisten Tiefbau-Projekte in der Tschechoslowakei nach der deutschen Invasion der Sowjetunion im Jahr 1941 gestoppt wurden, um das für sie vorgesehene Material für die Kriegsanstrengungen der Nazis umzuleiten, wurde der Bau der Brücke fortgesetzt. Im April 1942 wurden die Arbeiten an der Autobahn wegen des Mangels an Stahl und Zement eingestellt. Lediglich die Bauarbeiten der „höchsten Bedeutung“, d. h. der drei größten Brücken, zu denen auch die Brücke über den Sedlický potok (zusammen mit der Brücke über die Täler Želivka und Šmejkalka) gehörte, konnten in begrenztem Umfang weitergeführt werden. Erst nach der Ermordung von Reinhard Heydrich, dem stellvertretenden Reichsprotektor in Böhmen und Mähren, wurden die Arbeiten im Juni 1942 gestoppt. Das Bauwerk war zu diesem Zeitpunkt zu etwa einem Drittel fertiggestellt, der südwestliche Brückenbogen war vollständig betoniert.
Unter dem sozialistischen Regime, das nach Ende des Zweiten Weltkrieges entstand, wurden die Arbeiten an unvollendeten Autobahnen, einschließlich der Brücken bei Hulice und Borovsko, wieder aufgenommen, auch wenn der Schwerpunkt damals eher auf Schwerindustrie und Eisenbahnen als auf Automobilreisen lag. Baufirma war erneut „Ing. Jakub Domanský“, jetzt aber bereits als „Tschechoslowakische Bauunternehmen“ (Československé stavební závody) firmierend. 1949 wurde auch der Bogen der nordöstlichen Brückenhälfte betoniert, 1950 war die Brücke baulich nahezu fertiggestellt. Am südöstlichen Ende der Brücke musste noch ein Erddamm angelegt werden, entlang dessen der Hauptteil der Autobahn weitergeführt werden sollte. Auch die kleinere Brücke über den Sedmpanský potok wurde fertiggestellt. Der Einschnitt des Hügels zwischen beiden Brücken blieb unvollendet. In der zweiten Hälfte des Jahres 1950 wurden die Arbeiten am im Bau befindlichen Autobahnnetz mit Ausnahme weniger Bauwerke, darunter der Borovsko-Brücke, nach und nach wieder eingestellt. Der Bau der Brücke wurde im Dezember 1952 genehmigt, aber aufgrund der Aufgabe des Autobahnkonzepts in der Tschechoslowakei wurden alle im Bau befindlichen Abschnitte aufgegeben.
In den 1960er Jahren wurde über ein neues großes Trinkwasserreservoir für Prag nachgedacht. Die abgeschiedene Lage der Umgebung der Brücke sorgt für eine hohe Wasserqualität, ein großer künstlicher See sollte mehrere Täler überfluten, darunter die beiden Seitentäler mit den Brücken. Es wurden verschiedene Szenarien untersucht. Eine davon war die Verkleinerung des Stausees, aber die Stadt Prag benötigte Millionen Liter Trinkwasser. Die andere Möglichkeit war die Abdichtung des Stahlbetons der Brückenkonstruktion. Dieser Ansatz war jedoch fast so teuer wie der Bau einer neuen Brücke, sodass schließlich beschlossen wurde, mit der neuen Autobahntrasse das Tal südlich zu umgehen und 1,4 Kilometer flussaufwärts eine neue Brücke zu bauen.
Die Talsperre Švihov ist seit 1976 in Betrieb und dieser Abschnitt der Autobahn D1 seit 1977. Die Borovsko-Brücke und die Sedmpanský-Brücke wurden aufgegeben, ebenso wie die Strecken einige Kilometer westlich und östlich vom Standort der Brücken. Heute sind große Teile der Borovsko-Brücke fast bis zum Fahrbahnüberbau unter Wasser.

## Konstruktion

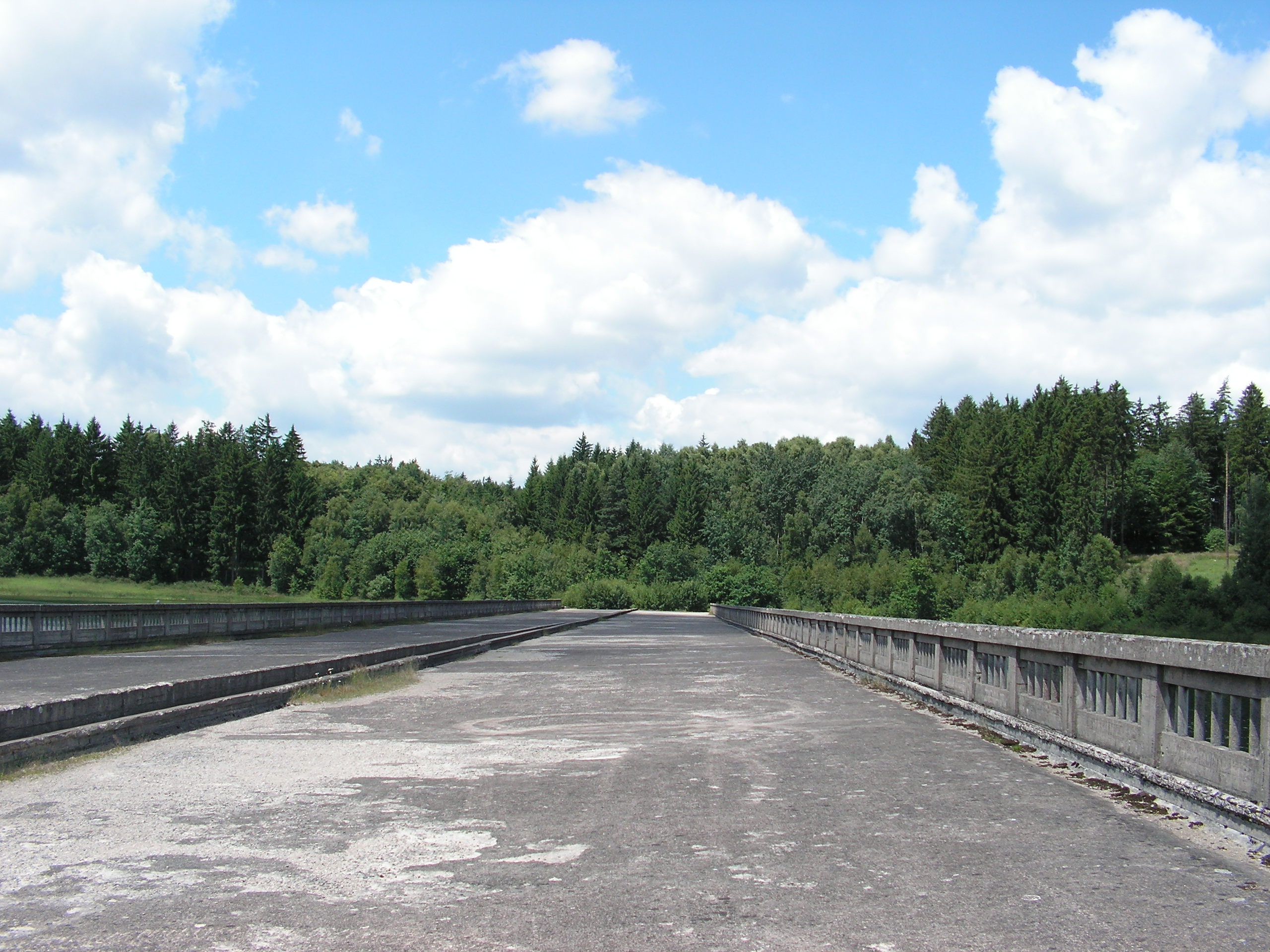
Der Überbau der Borovsko-Brücke in 2011

Die Borovsko-Brücke wurde als Paar identischer Stahlbetonbogenbrücken in Melan-Bauweise mit jeweils einer eigenen quergeneigten, aufgeständerten Fahrbahn konzipiert, da die Autobahntrasse hinter dem südöstlichen Ende der Brücke in südliche Richtung abbiegen sollte. Die Querneigung beider Fahrbahndecken nach Süden beträgt etwa 2 %, womit nicht nur die Oberflächenentwässerung, sondern auch der Übergang in die folgende Rechtskurve (in Fahrtrichtung Süd) gewährleistet wurde. Die Längsneigung des Überbaues beträgt etwa 1 %, wobei der Anstieg Richtung Südosten erfolgt.
Jeder der beiden Brückenkörper besteht aus drei Teilen: am nordwestlichen Ufer beginnt eine Balkenbrücke, es folgt als zentraler Teil die Bogenbrücke mit 100 Metern Spannweite und zum geplanten Fahrbahndamm am Südostufer führt anschließend eine weitere Balkenbrücke. Die beiden Vorbrücken sind Plattenbalkenbrücken, die Fahrbahnplatte liegt auf vier Balken auf, die einen Abstand von etwa 3 Metern haben. Die nordwestliche Vorbrücke hat zwei Felder und liegt auf einem Widerlager auf. Die südöstliche, längere Vorbrücke hat fünf Felder, wobei das letzte Feld nicht nur kürzer ist und einen fest verankerten Brückenkopf hat, sondern zusätzlich einen beginnenden Kurvenradius aufweist. Die Bogenbrücke hat 12 Felder, die Fahrbahnplatte ist unabhängig von denen der Vorbrücken.